# Nitka zabezpieczająca

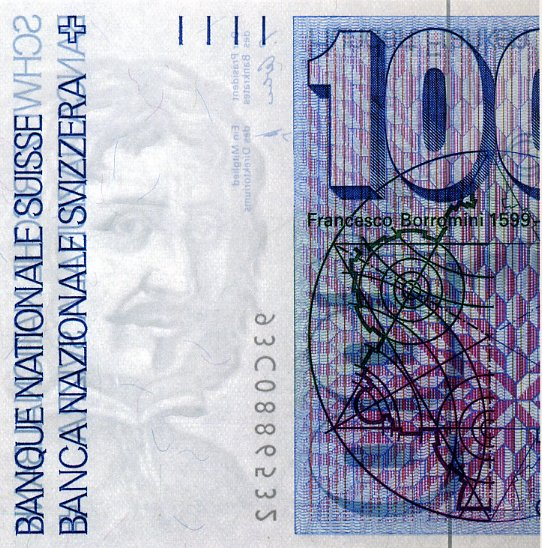
Nitka zabezpieczająca w banknocie

Nitka zabezpieczająca, zwana również paskiem zabezpieczającym, to zabezpieczenie druku wprowadzane podczas produkcji papieru. Może być całkowicie umieszczona w strukturze papieru lub pojawiać się na jego powierzchni w ściśle określonych miejscach (tzw. nitka okienkowa). Nitka często jest metalizowana, choć bywa też kolorowa, pokrywana mikrodrukiem, czasem świeci w promieniach UV, zawiera domeny magnetyczne itd. Nitki zabezpieczające bywają stosowane jako zabezpieczenie banknotów od lat 70. XX w. Nitka zabezpieczająca wpuszczona w papier w sposób ciągły występuje np. w banknotach polskich, czy dolarach amerykańskich emitowanych od 1990 roku. Wpuszczona w sposób okienkowy lub jako fastryga stosowana jest np. w banknotach szwajcarskich lub w banknotach Wielkiej Brytanii. Nitka stanowi jedno z popularniejszych zabezpieczeń banknotów.